# Джим-Торп (Пенсільванія)
Джим-Торп (англ. Jim Thorpe) — місто (англ. borough) в США, в окрузі Карбон штату Пенсільванія. Населення — 4507 осіб (2020).

## Історія
До 1953 року місто мало назву Мауч-Чунк, після чого отримало сучасну назву на честь Джима Торпа — дворазового переможця літніх Олімпійських ігор 1912 року, визнаного найкращим спортсменом США у XX столітті. Торп тут за життя ніколи не бував, але був похований після того, як у його рідному місті Шауні в Оклахомі місцева влада не змогла знайти фінансування для створення меморіалу.

## Географія
Джим-Торп розташований за координатами 40°51′34″ пн. ш. 75°46′12″ зх. д. / 40.85944° пн. ш. 75.77000° зх. д. (40.859487, -75.769950). За даними Бюро перепису населення США в 2010 році місто мало площу 38,64 км², з яких 37,81 км² — суходіл та 0,83 км² — водойми.

## Демографія
Згідно з переписом 2010 року, у селищі мешкала 4781 особа в 1990 домогосподарствах у складі 1322 родин. Густота населення становила 124 особи/км². Було 2290 помешкань (59/км²).
Расовий склад населення:
| - 96,9 % — білих - 0,6 % — азіатів - 0,4 % — чорних або афроамериканців - 0,1 % — вихідців з тихоокеанських островів |

До двох чи більше рас належало 1,3 %. Частка іспаномовних становила 2,5 % від усіх жителів.
За віковим діапазоном населення розподілялося таким чином: 20,7 % — особи молодші 18 років, 63,2 % — особи у віці 18—64 років, 16,1 % — особи у віці 65 років та старші. Медіана віку мешканця становила 43,8 року. На 100 осіб жіночої статі у селищі припадало 93,6 чоловіків; на 100 жінок у віці від 18 років та старших — 92,0 чоловіків також старших 18 років.
Середній дохід на одне домашнє господарство становив 66 451 долар США (медіана — 50 579), а середній дохід на одну сім'ю — 75 252 долари (медіана — 60 057). За межею бідності перебувало 13,9 % осіб, у тому числі 29,9 % дітей у віці до 18 років та 6,5 % осіб у віці 65 років та старших.
Цивільне працевлаштоване населення становило 1917 осіб. Основні галузі зайнятості: освіта, охорона здоров'я та соціальна допомога — 31,5 %, виробництво — 13,7 %, публічна адміністрація — 12,1 %.